# Antoni Palau Vila
Antoni Palau Vila (Torrefarrera, Lérida, España; 4 de septiembre de 1963-Ib., 27 de junio de 2017) fue un futbolista español que se desempeñaba como centrocampista.
Antoni Palau falleció el 27 de junio de 2017 a los 53 años de edad.

## Clubes
| Club      | País   | Año       |
| --------- | ------ | --------- |
| UE Lleida | España | 1987-1988 |
| UE Lleida | España | 1990-1996 |